# 太行抗日根据地
太行抗日根据地是指抗日战争时期，八路军第一二九师在太行山区开辟的敌后抗日根據地。北至正太铁路，西至白晋铁路，南至黄河，东至平汉铁路。设有中共太行区党委、八路军太行军区、太行行署。隶属于中共北方局（后晋冀鲁豫中央局）、八路军晋冀鲁豫军区、晋冀鲁豫边区政府。
需要注意的是，正太铁路以北的晋察冀边区的太行山根据地，称为“北岳”。

## 历史
1937年年10月底经中共北方局批准，成立中共冀豫晋省委（临时机构），李箐玉（原平汉线省委书记）任书记，李雪峰(原平汉线省委宣传部长）任组织部长，徐子荣(原山西省委秘书长)任宣传部长。辽县辽阳镇西河头村。对外称“八路军第一二九师编辑部”1938年2月，北方局书记彭真与李雪峰谈话，正式成立中共冀豫晋省委，李雪峰任省委书记，主要领导有徐子荣、何英才、安子文、彭涛。辖晋中特委（陶希晋）、冀晋特委（彭涛）、冀豫特委（张玺）、晋东南特委（裴孟飞）、晋豫特委（聂真）、太岳工委（安子文）。1938年8月，中共冀豫晋省委改为“中共晋冀豫区党委”。1943年11月9日，中共中央决定撤销中共太行分局，中共晋冀豫区党委改为“中共太行区党委”，李雪峰为书记，归中共北方局领导。
根据中共北方局黎城会议的决定，1940年5月成立八路军太行军区，由八路军第一二九师兼。
- 司令员：刘伯承兼
- 政委：邓小平兼
- 副司令员王树声兼
- 参谋长李达兼
- 政治部主任蔡树藩 副主任黄镇兼
- 兵站部 部长程启光兼 政委张瑞德兼
- 第一军分区 司令员秦基伟 政委高扬
- 第二军分区 司令员张国传、曾绍山 政委赖若愚
- 第三军分区 司令员郭国言（1942年2月牺牲）、鲁瑞林 政委王一伦
- 第四军分区 司令员石志本 政委王孝慈
- 第五军分区 司令员皮定均 政委鲁瑞林

成立中共太行区党委。驻
1940年8月，成立冀太联办。冀太联办直辖太行区各专署。太行区共37个县：
- 冀西专区：内邱，临城，赞皇，获鹿，元氏，井陉，平（定）东，昔（阳）东，和（顺）东，邢（台）东，邢（台）西，武（安）北；
- 太行第一办事处：平（定）西，昔（阳）西，和（顺）西，寿阳，榆次，太谷；
- 太行第二办事处：祁县，榆社，辽县，武乡，襄垣，武（乡）西，辽（县）西；
- 太南专区：黎城，平（顺）北，潞城，长治，壶关；
- 漳北办事处：林（县）北，安阳，偏城[5]，武安，涉县，沙河。

1945年11月25日晋冀鲁豫边区政府不再直管太行区各专署，正式成立太行行署，驻涉县下温村。
- 行署主任刘岱峰/1946年4月4日李一清

1949年8月1日，太行军区撤销。